# 清泉崗駅
清泉崗駅（せいせんこうえき）はかつて台湾台中県大雅郷（現・台中市大雅区）に存在した台湾鉄路管理局神岡線の廃駅。2004年以降は潭雅神自転車道に組み込まれて当時のホームが再現されている(p1205)。構内は列車が発着する島式ホーム2面と側線2線をもつ2面4線で、側線には軍用車両積載用ホーム1面1線が別途設置されていた(p1207)。

## 沿革
- 1964年6月6日 - 開業[1](p1207)。
- 1999年7月1日 - 神岡線廃線に伴い廃止[2]、所有権が国防部に移転[1](p1205)。

## 駅周辺
- 戦車公園（M48パットン戦車が屋外展示されている[3](p103)）
- 国防部福利総処大宗副食品供応站
- 国立中科実験高級中学（中国語版）
- 台中市立汝鎏国民小学（中国語版）
- 台中日本人学校（中国語版）

## 隣の駅
台湾鉄路管理局
- 神岡線（廃止）
  - 神岡駅 - 清泉岡駅 - 油庫駅

### 註釈
1. ↑  廃止時の表記